# Desmos teysmannii
Desmos teysmannii là loài thực vật có hoa thuộc họ Na. Loài này được (Boerl.) Merr. mô tả khoa học đầu tiên năm 1915.